# Caspiosoma caspium
Caspiosoma caspium е вид лъчеперка от семейство Попчеви (Gobiidae), единствен представител на род Caspiosoma.

## Разпространение
Видът е разпространен в Азербайджан, Казахстан, Русия и Украйна.